# 요르고스 사마라스
요르고스 사마라스(그리스어: Γιώργος Σαμαράς, 1985년 2월 21일 ~ )는 그리스의 전 축구 선수로, 포지션은 윙어 또는 스트라이커였다.

## 우승 경력

### 개인
- 스코틀랜드 프리미어리그 이달의 선수
  - 수상: 2008년 9월
  - 수상: 셀틱 팬들이 뽑은 2012-13 올해의 선수
- 2014년 FIFA 월드컵 맨 오브 더 매치 : vs. 코트디부아르 (조별리그)